# L.A. Takedown
 (février 2023).
Si vous disposez d'ouvrages ou d'articles de référence ou si vous connaissez des sites web de qualité traitant du thème abordé ici, merci de compléter l'article en donnant les références utiles à sa vérifiabilité et en les liant à la section « Notes et références ».
Pour plus de détails, voir Fiche technique et Distribution.
L.A. Takedown ou encore Made in L.A. est un téléfilm policier américain réalisé par Michael Mann, diffusé la première fois sur la chaîne NBC le 27 août 1989. L.A. Takedown est le téléfilm qui a inspiré le film Heat, du même réalisateur.

## Résumé
Une équipe de braqueurs prépare l'attaque d'un fourgon blindé à Los Angeles. Leur chef, Patrick McLaren, et ses complices (Chris Shiherlis, Michael Cheritto) doivent recruter un nouvel associé pour ce coup : Waingro.
Le braquage, pourtant planifié dans les moindres détails par le gang, tourne mal à cause de l'exécution inutile d'un des trois convoyeurs par Waingro, puis alors tout s'enchaîne : McLaren et son équipe exécutent les deux autres convoyeurs.
Mais comme prévu, afin d'être partie avant l'arrivée de la police, l'équipe n'emporte avec elle que les bons au porteur pour une valeur totale d'1,6 million de dollars.
Pendant ce temps Vincent Hanna, lieutenant aguerri de la police criminelle, rejoint son équipe sur les lieux du braquage, mais après l'analyse des rares informations laissées par les malfaiteurs, ne peut que leur demander de faire les vérifications de routine, qu'il sait par avance vouées à l'échec. 
Pour avoir fait tourner le braquage en carnage, mais surtout à cause de son manque flagrant de fiabilité, McLaren et son équipe tentent de se débarrasser de Waingro sur le parking d'un restaurant, mais celui-ci réussit à s'échapper lors du passage d'une voiture de police.
Un combat à mort s'engage aussi entre Vincent Hanna, le policier et Patrick McLaren, deux hommes qui se ressemblent mais que tout oppose. Obsessionnellement, Hanna enquête, délaissant sa vie privée alors que McLaren vit une histoire d'amour. Malgré leur respect mutuel, matérialisé autour d'une discussion dans un café, après s'être croisé fortuitement sur un parking où la situation aurait pu tourner au duel armé, l'affrontement de ces deux professionnels devient alors inéluctable : l'un d'eux doit mourir car Patrick McLaren promet qu'il ne retournera jamais en prison.
Patrick McLaren et ses complices, avec une extrême violence, braquent la Banque Nationale d'Extrême-Orient à Los Angeles. La police, avertie par Waingro qui a obtenu l'information après avoir passé à tabac un équipier de McLaren, arrive sur les lieux. 
Il s'ensuit un carnage, une fusillade avec de nombreux policiers, deux gangsters, des passants abattus. Patrick McLaren et son protégé, Chris, blessé, arrivent à s'enfuir malgré le dispositif policier. À la une des journaux, Patrick McLaren doit quitter le pays. Mais il retarde son départ en avion pour la Nouvelle-Zélande, avec sa petite amie, pour abattre Waingro, responsable du carnage qui a suivi le braquage entrainant la mort de deux de ses équipiers. Mais Waingro est surveillé par les équipes de Vincent Hanna. Grâce à ce règlement de comptes, Vincent Hanna retrouve la trace du truand.
De nuit, dans l'hôtel où séjournait Waingro, Vincent Hanna, le policier tue in extremis Waingro, qui venait lui-même d'abattre Patrick McLaren, le truand.

## Fiche technique
- Titre : L.A. Takedown
- Titre alternatif : Crimewave[1]
- Réalisation et scénario : Michael Mann
- Musique : Tim Truman
- Montage : Dov Hoenig (en)
- Photographie : Ron Garcia
- Producteur : Patrick Markey
- Producteur délégué : Michael Mann
- Distributeur : NBC
- Pays de production :  États-Unis
- Langue originale : anglais
- Genre : policier, action
- Durée : 92 minutes
- Date de sortie :
  - États-Unis : 27 août 1989 (1re diffusion sur NBC[1])

## Distribution
- Scott Plank : lieutenant Vincent Hanna
- Alex McArthur : Patrick McLaren
- Peter Dobson : Chris Shiherlis
- Vincent Guastaferro : Michael Ceritto
- Ely Pouget : Lilian Hanna
- Laura Harrington : Eady
- Victor Rivers : Arriaga
- R. D. Call : Harry Dieter
- Richard Chaves : inspecteur Casals
- Michael Rooker : Bosko
- Clarence Gilyard  : Mustafa Jackson
- Xander Berkeley : Waingro
- Daniel Baldwin : Bobby Schwartz
- Juan Fernández (en) : Harvey Torena
- Cary-Hiroyuki Tagawa : Hugh Denny
- Donald Grant : Dr. Bob
- Mimi Lieber : Ellaine Cerrito
- John Santucci
- Tony Scauet
- Sam J. Jones
- J. W. Smith

## Le futurHeat
Fort d'un scénario de 180 pages, Michael Mann n'a pas pu, pour la télé, adapter correctement son projet, d'où la naissance de Heat six ans plus tard. C'est ce qui explique ainsi que Heat dure près d'une heure de plus. Réduit alors pour la télé à 110 pages, quelques intrigues et/ou scènes ne figurent donc pas dans L.A. Takedown : Vincent Hanna n'a pas de belle-fille, pas d'intrigue autour de Roger Van Zant, pas d'apparition d'Alan Marciano, exit les scènes avec Donald Breedan...
Il y a cependant plusieurs différences entre L.A. Takedown et Heat :
- Dans Heat, le nom de Patrick McLaren est remplacé par Neil McCauley, et ce n'est pas le seul : par exemple, Mustafa Jackson change de nom pour devenir Donald Breedan et Harvey Torena se prénomme Albert Torena.
- Un gangster informe ses complices de ses mesures contre les mouchards de la police, (scène non présente dans Heat).
- Discussion de Patrick McLaren sur les honoraires pour soigner son protégé blessé (Chris Shiherlis), (scène non présente dans Heat).
- Patrick McLaren se voit offrir par son mentor une porte de sortie en allant à Dublin (Irlande), (scène non présente dans Heat).
- Dans L.A. Takedown, chronologiquement, la scène où Vincent Hanna arrive sur le lieu de découverte du corps de la prostituée, se déroule avant celle où Waingro ne tue la prostituée avec laquelle il vient de partager un moment intime (donc il s'agit de deux prostituées différentes). Dans Heat, les deux scènes sont inversées, donc il peut s'agir de la même prostituée. Cependant la légiste évoque le "même mode opératoire", on en déduit donc que dans les 2 films, Waingro est un tueur en série.
- Xander Berkeley, qui joue Waingro dans L.A. Takedown, joue Ralph, l'amant de Justine Hanna dans Heat.
- À la fin de Heat, l'inspecteur Vincent Hanna tue Neal McCauley, après que ce dernier a tué Waingro dans sa chambre d'hôtel. Dans L.A. Takedown, Patrick McLaren, le gangster, est abattu par Waingro, lui-même tué par Vincent Hanna dans la foulée.